# MG Magnette
MG Magnette – brytyjski producent samochodów MG używał nazwy Magnette dla modeli z serii K i N w latach 30. XX wieku oraz dla modeli z lat 50. i 60. Do tych ostatnich należały ZA i ZB, produkowane w latach 1953–58 oraz Mark III i Mark IV, w latach 1959–68.

## Magnette ZA
Magnette ZA został zaprezentowany w 1953 roku na London Motorfair; na rynek trafił w marcu 1954. Produkcja trwała do 1956 roku. Był to pierwszy pojazd o nadwoziu samonośnym firmy MG.
Magnette został zaprojektowany przez Geralda Palmera, który zasłynął projektem Jowett Javelin, opartym na nowoczesnej, włoskiej konstrukcji. Auto napędzane było nowym, 1,5-litrowym silnikiem R4 z serii B produkcji British Motor Corporation, wyposażonym w podwójne 1¼-calowe gaźniki SU, który osiągał moc 60 KM i przekładał poprzez 4-biegową ręczną skrzynię biegów na tylną oś.
Niezależne podwozie opierało się z przodu na sprężynach, a z tyłu na resorach piórowych. Mechanizm sterujący składał się z przełożenia zębatkowo-wałowego. Zarówno przednie jak tylne koła posiadały hamulce tarczowe Lockheeda mierzące 254 mm.
Przednie siedzenia i tylna kanapa obszyte były skórą. Deska rozdzielcza i wykończenia drzwi wykonano z polerowanego drewna. Chociaż ogrzewanie znalazło się w standardzie radio nadal funkcjonowało jako dodatek. Standardowymi kolorami były czarny, kasztanowy, zielony i szary.
Podobny do tego modelu Wolseley 4/44 trafił na rynek rok wcześniej i używał silnika z typu TF o pojemności 1250 cm³. Choć wizualnie podobne, ZA miało niższe zawieszenie – identyczne były przednie drzwi, zamknięcie bagażnika oraz panele dachowe.
W 1955 roku czasopismo "The Motor" przetestowało Magnette osiągając maksymalną prędkość 128,3 km/h, przyspieszenie od 0-100 km/h w 23,1 s oraz średnie zużycie paliwa na poziomie 11,3 l/100 km. Samochód kosztował wówczas 914 funtów.

## Magnette ZB
Model ZA został zastąpiony modelem ZB w 1956 roku. W nowej wersji zwiększono moc do 64 KM poprzez modyfikację kolektora, zamontowanie gaźników 1½-calowych oraz zwiększony stopień sprężania z 7,5 do 8,3. Dodatkowa moc zwiększyła prędkość maksymalną do 138 km/h i zmniejszyła czas przyspieszenia od 0-100 km/h do 18,5 s. Nowowprowadzonego Wolseleya 15/50 wyposażono w taki sam silnik.
"Manumatyczna", półautomatyczna skrzynia biegów była opcją od stycznia 1957 roku, jednak na rynku pojawiło się zaledwie 496 sztuk z takim rozwiązaniem, ponieważ już w 1958 roku zostało wycofane.
Poprawiono wykończenia wewnętrzne. Dostępny był również model "Varitone" z większym tylnym oknem i opcjonalnym, dwukolorowym wykończeniem. Karoseria modelu ZB opierała się na korpusie wyprodukowanym przez Pressed Steel, zaś otwory na tylne panele były powiększane przed malowaniem w fabryce Morrisa.

## Magnette Mark III
Model Mark III zaprezentowany w 1959 roku zebrał mieszane recenzje. Czasopisma amerykańskie entuzjastycznie ogłosiły jego wejście na rynek, podczas gdy w brytyjskich odpowiednikach spotkał się z chłodnym przyjęciem. Mark III był niemal identyczny z modelem 4/68 Riley Motor, a wyglądem przypominał inne sedany zaprojektowane przez Battistę Pininfarinę.
Wszystkie wersje (w tym Austin A55 Cambridge, Morris Oxford V oraz Wolseley 15/60) były produkowane przez British Motor Corporation.
Samochód wyposażono w silnik serii B o pojemności 1489 cm³, jednak wersja Magnette III (oraz jej odpowiednik Rileya) wyposażone były w podwójne gaźniki SU H.D.4, co poprawiało osiągi.
Wnętrze wykończone było orzechową okleiną i skórzaną tapicerką; dodatkowo panele szyb wykonane były ze szkła samochodowego.
Mark III został przetestowany przez "The Motor" w 1959 roku. Maksymalna prędkość wyniosła 137,6 km/h, przyspieszenie od 0-100 km/h 19,7 s, a średnie zużycie paliwa 9 l/100 km. Samochód kosztował wówczas po wliczeniu podatku 1012 funtów.

## Magnette Mark IV
W 1961 na rynek wszedł zmodernizowany Mark III pod nazwą Mark IV. Nowy model wyposażony został w większy, 1,6-litrowy silnik (1622 cm³) z serii B. Wzrost pojemności skokowej uzyskano poprzez powiększenie średnicy cylindra do 76,2 mm. Dodatkowo powiększono rozstaw kół oraz rozstaw osi. Aby poprawić stabilność w przednim i tylnym zawieszeniu zamontowanostabilizatory poprzeczne. Z zewnątrz Mark IV był niemal identyczny z poprzednikiem; wyróżniał się jedynie przemodelowanymi i mniej ostrymi "płetwami" tylnymi, elementem który współdzielił Rileyem 4.
Jako opcja dostępna była automatyczna skrzynia biegów.
Model był produkowany do maja 1968 roku.

## 6 Magnette
20 czerwca 2011 roku MG oświadczyło, że sedan modelu MG 6 będzie w Wielkiej Brytanii i Europie nosił miano Magnette.